# Queen's Club Championships 2021
I Queen's Club Championships 2021,  denominati Cinch Championships 2021 per motivi di sponsorizzazione, sono stati un torneo di tennis giocato sull'erba. È stata la 127ª edizione dei Queen's Club Championships, parte della categoria ATP Tour 500 nell'ambito dell'ATP Tour 2021. La competizione si è disputata al Queen's Club di Londra, nel Regno Unito, dal 14 al 20 giugno 2021.

## Partecipanti

### Teste di serie
| Nazionalità | Giocatore         | Ranking* | Testa di serie |
| ----------- | ----------------- | -------- | -------------- |
| Italia      | Matteo Berrettini | 9        | 1              |
| Canada      | Denis Shapovalov  | 14       | 2              |
| Italia      | Jannik Sinner     | 19       | 3              |
| Australia   | Alex de Minaur    | 22       | 4              |
| Russia      | Aslan Karacev     | 26       | 5              |
| Regno Unito | Daniel Evans      | 27       | 6              |
| Italia      | Lorenzo Sonego    | 28       | 7              |
| Italia      | Fabio Fognini     | 29       | 8              |

* Ranking al 24 maggio 2021.

### Altri partecipanti
I seguenti giocatori hanno ricevuto una wild card per il tabellone principale:
- Liam Broady
- Andy Murray
- Jack Draper

Il seguente giocatore è entrato in tabellone usando il ranking protetto: 
- Lu Yen-hsun

I seguenti giocatori sono entrati nel tabellone principale passando dalle qualificazioni:

- Viktor Troicki
- Sebastian Ofner
- Illja Marčenko
- Aleksandar Vukic

### Ritiri
Prima del torneo
- Alejandro Davidovich Fokina → sostituito da  Jérémy Chardy
- Milos Raonic → sostituito da  Frances Tiafoe
- Diego Schwartzman → sostituito da  Alexei Popyrin
- Stan Wawrinka → sostituito da  Feliciano López

## Partecipanti doppio

### Teste di serie
| Nazionalità   | Giocatore             | Nazionalità | Giocatore              | Ranking* | Testa di serie |
| ------------- | --------------------- | ----------- | ---------------------- | -------- | -------------- |
| Croazia       | Nikola Mektić         | Croazia     | Mate Pavić             | 3        | 1              |
| Colombia      | Juan Sebastián Cabal  | Colombia    | Robert Farah           | 7        | 2              |
| Stati Uniti   | Rajeev Ram            | Regno Unito | Joe Salisbury          | 15       | 3              |
| Francia       | Pierre-Hugues Herbert | Francia     | Nicolas Mahut          | 26       | 4              |
| Regno Unito   | Jamie Murray          | Brasile     | Bruno Soares           | 33       | 5              |
| Finlandia     | Henri Kontinen        | Francia     | Édouard Roger-Vasselin | 45       | 6              |
| Francia       | Jérémy Chardy         | Francia     | Fabrice Martin         | 58       | 7              |
| Nuova Zelanda | Marcus Daniell        | Austria     | Philipp Oswald         | 75       | 8              |

* Ranking al 24 maggio 2021.

### Altri partecipanti
Le seguenti coppie di giocatori hanno ricevuto una wild card per il tabellone principale:
- Lloyd Glasspool /  Harri Heliövaara

La seguente coppia di giocatori sono entrati nel tabellone principale passando dalle qualificazioni:

### Ritiri
Prima del torneo
- Grigor Dimitrov /  Feliciano López → sostituiti da  /
- Aleksandr Bublik /  Taylor Fritz → sostituiti da  /
- Alejandro Davidovich Fokina /  Albert Ramos Viñolas → sostituiti da  /
- Marcelo Arévalo /  Matwé Middelkoop → sostituiti da  /

## Punti e montepremi
| Torneo    | Torneo              | V       | F      | SF     | QF     | 3T     | 2T     | 1T    | Q  | Q2     | Q1    |
| Singolare | Punti               | 500     | 300    | 180    | 90     | 45     | 20     | 0     | 10 | 4      | 0     |
| Singolare | Premi in denaro (€) | 113,785 | 84,075 | 59,860 | 40,765 | 25,480 | 14,650 | 6,750 | –  | €3,565 | 2.100 |
| Doppio    | Punti               | 500     | 300    | 180    | 90     | –      | 0      | -     | –  | –      | –     |
| Doppio    | Premi in denaro (€) | 40,200  | 30,240 | 21,760 | 14,340 | –      | 9,020  | 5,000 | –  | –      | –     |

## Campioni

### Singolare
Matteo Berrettini ha sconfitto in finale  Cameron Norrie con il punteggio di 6-4, 6(5)-7, 6-3
- È il quinto titolo in carriera per Berrettini, il secondo della stagione.

### Doppio
Pierre-Hugues Herbert /  Nicolas Mahut hanno sconfitto in finale  Reilly Opelka /  John Peers con il punteggio di 6-4, 7-5.